# Sò đo cam
Sò Đo Cam, chuông đỏ, tên khoa học Spathodea campanulata, là một loài thực vật có hoa trong họ Núc Nác. Loài này được P.Beauv. miêu tả khoa học đầu tiên năm 1805.
Có nguồn gốc ở rừng nhiệt đới khô của châu Phi. Sò đo cam được trồng rộng rãi làm cây cảnh khắp vùng nhiệt đới và được nhiều đánh giá cao do hoa hình chuông màu đỏ cam rất sặc sỡ của nó hoặc đỏ (ít khi màu vàng). Ít có khả năng xâm lấn như các tin đồn trên mạng, cây con được phát hiện cách cây chính không xa và gần như được trồng chứ không do sự phát tán của nó.

## Mô tả
Cây cao từ 7 - 25m. Cây phân cành nhánh cao, tán tập trung ở đỉnh cành và xòe rộng sang các phía, thân nhẵn màu xám hoặc nâu, lá hình trái xoan có lông mịn, cuống lá ngắn, thuộc lá kép lông chim cấp 1, cuống lá mọc đối diện dọc theo thân cây khi rụng để lại vết sẹo. Hoa lớn hình chuông rỗng có 5-10 cánh màu cam hoặc vàng, đường kính lên tới 15 cm, quả có hình mũi giáo nhọn, dài 20 cm đường kính 3-5 cm hướng thẳng lên trên tạo hình vương miện gai, hạt dẹp có hình như hạt dẻ, khi quả già bung ra giải phóng các hạt có cánh, hạt có thể bay xa gần 30m

## Hình ảnh

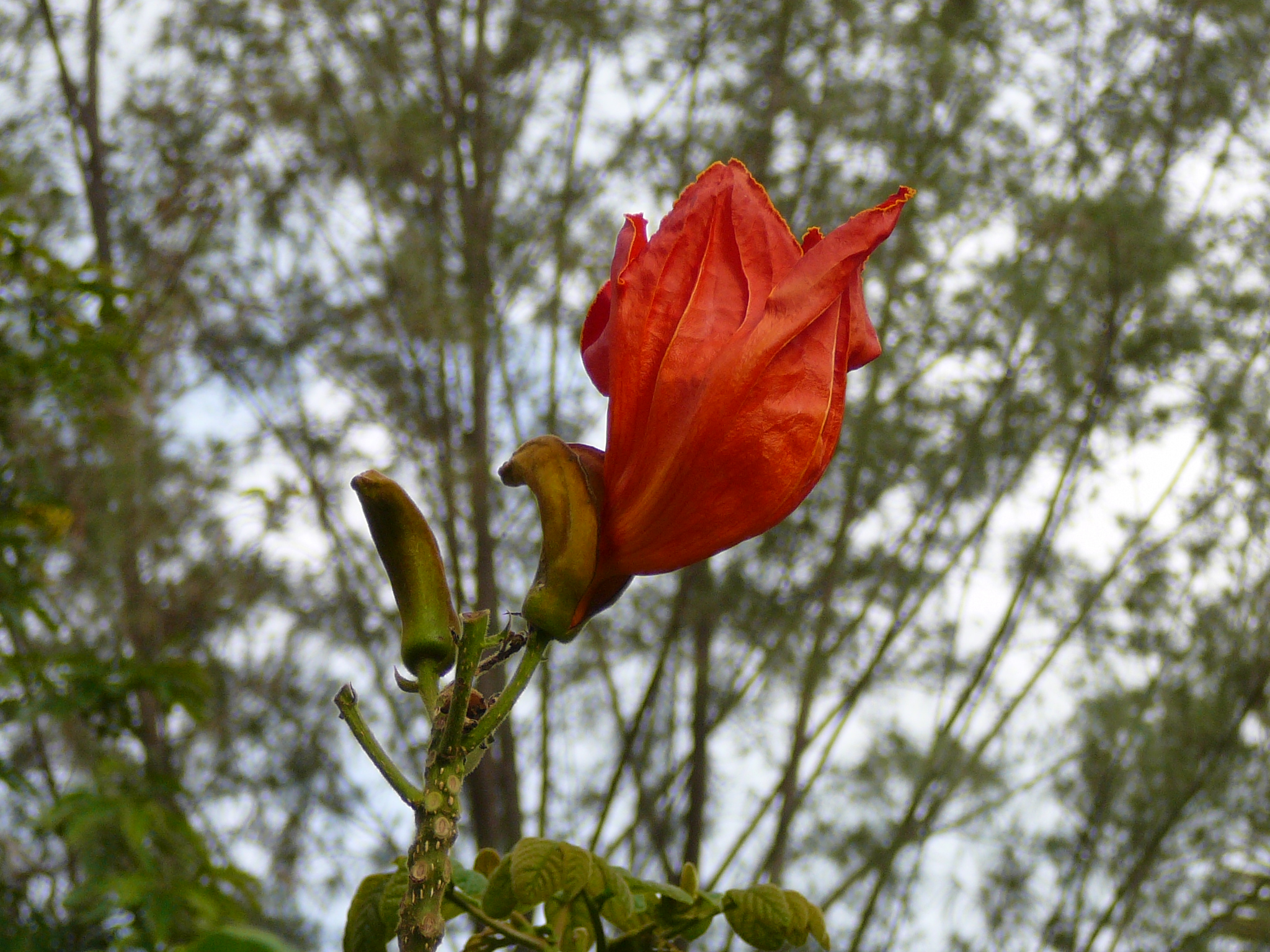
Một cánh hoa sò đo cam mới nở
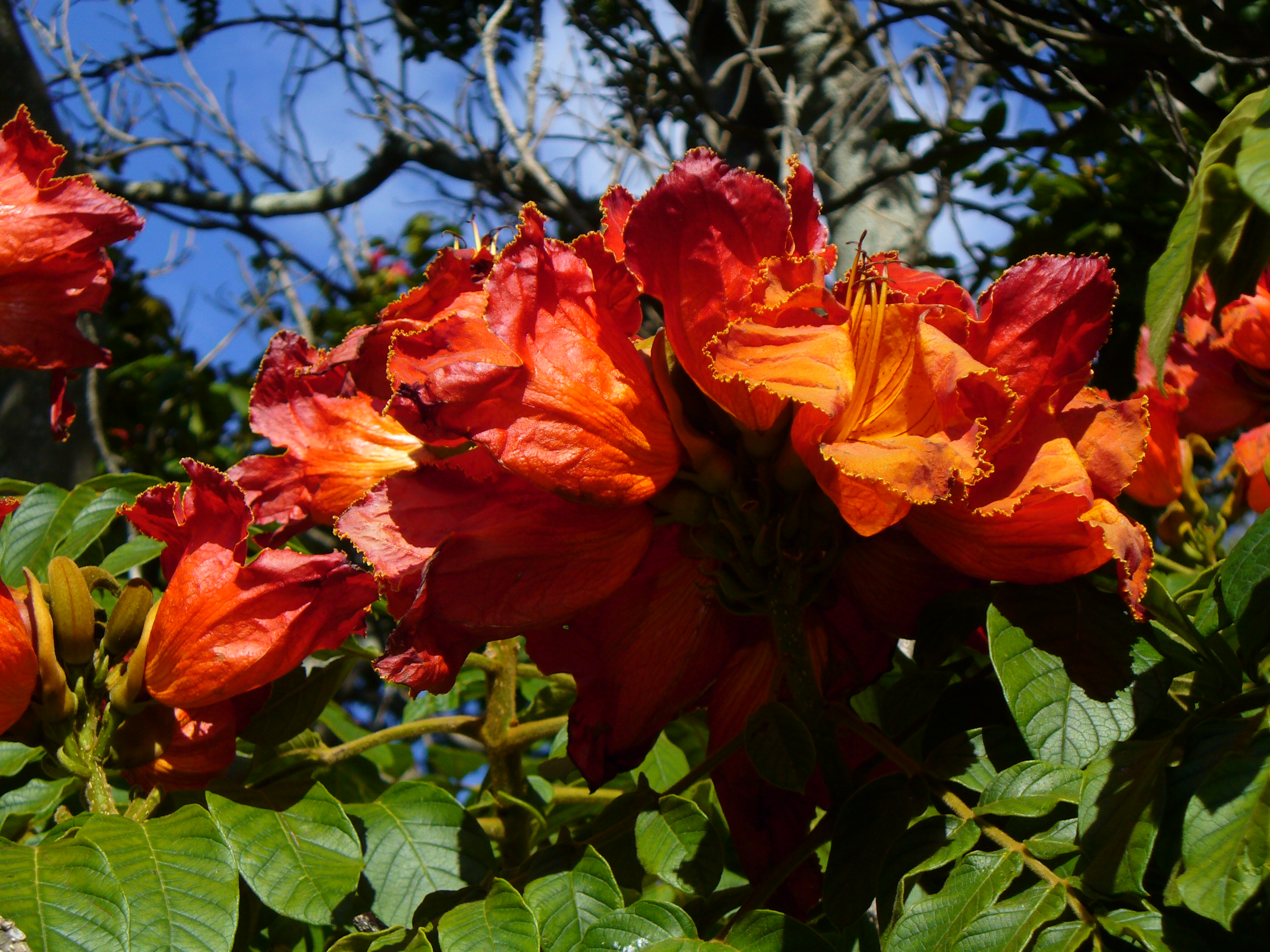
Hoa sò đo cam
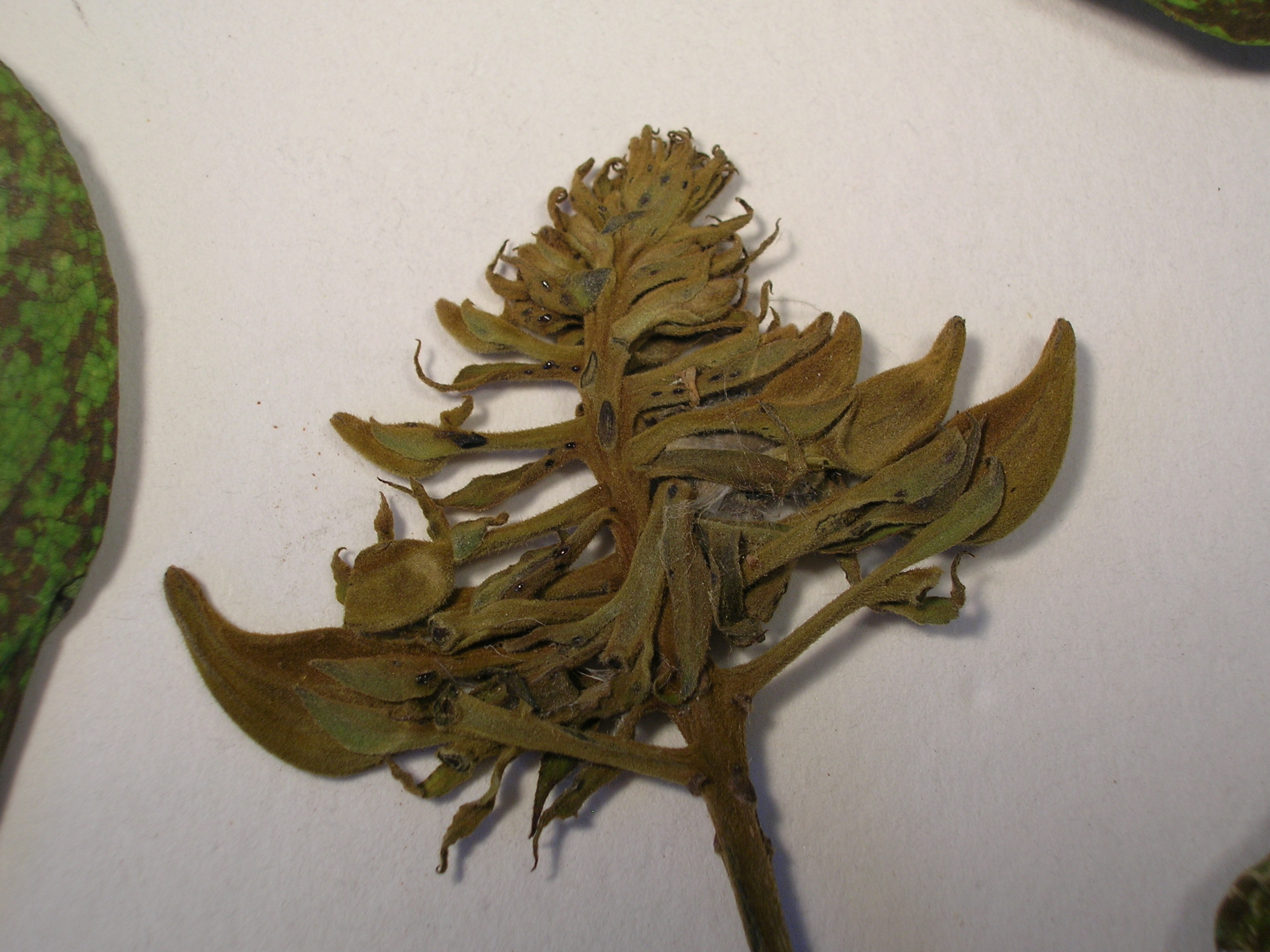
Chùm nụ sò đo cam
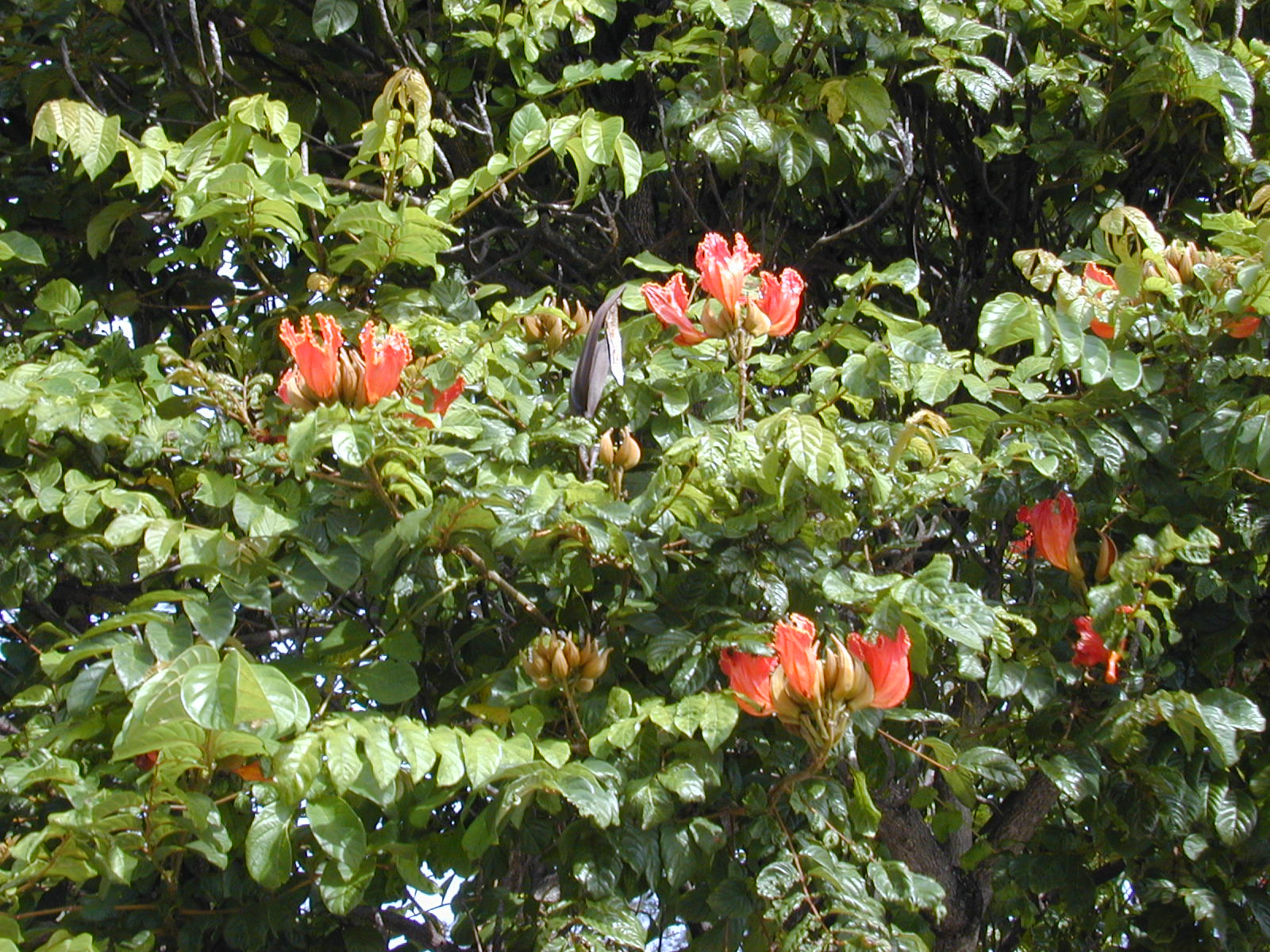
Lá, hoa sò đo cam
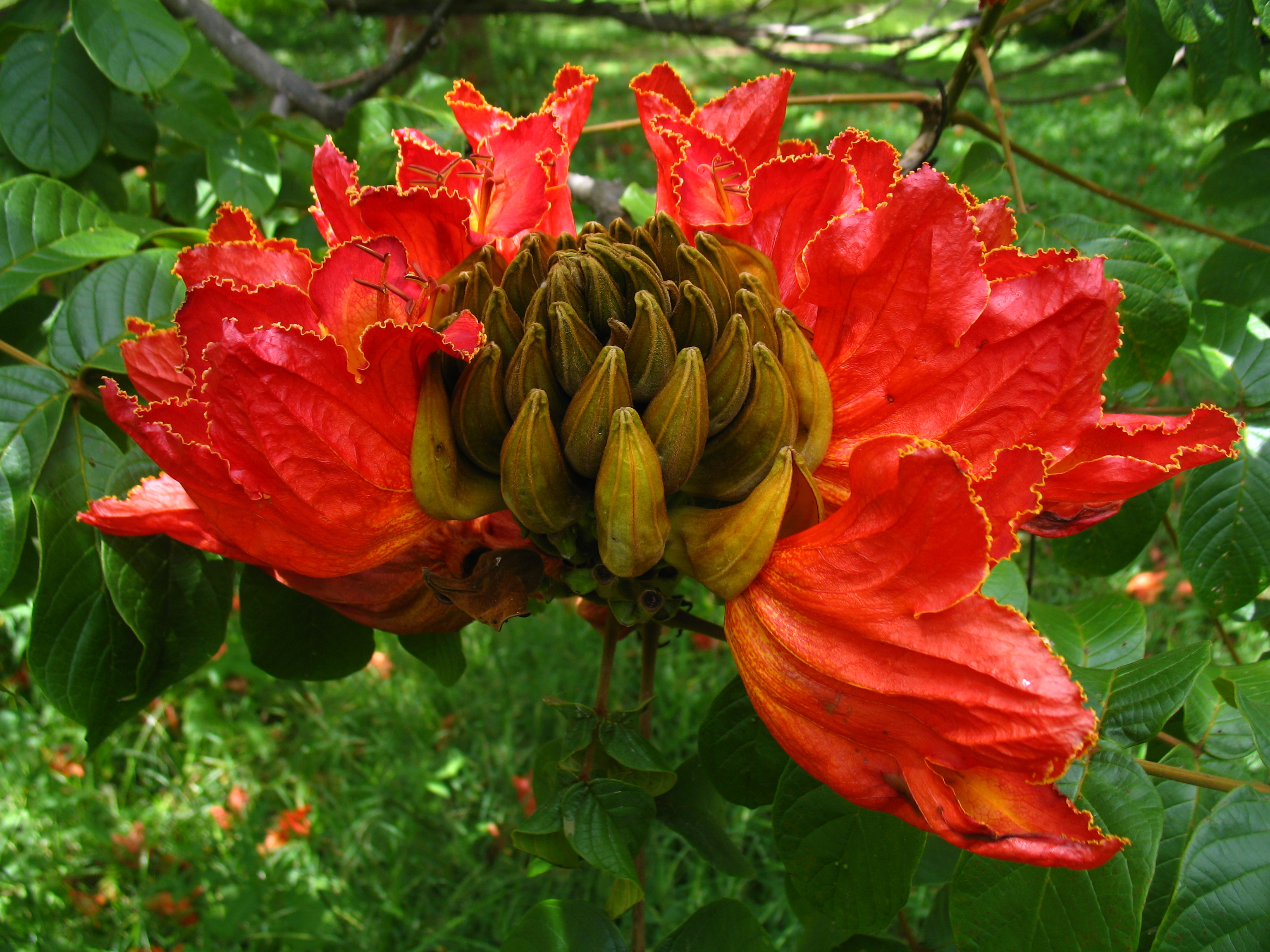
Giữa hoa sò đo cam có nhị to nhô lên
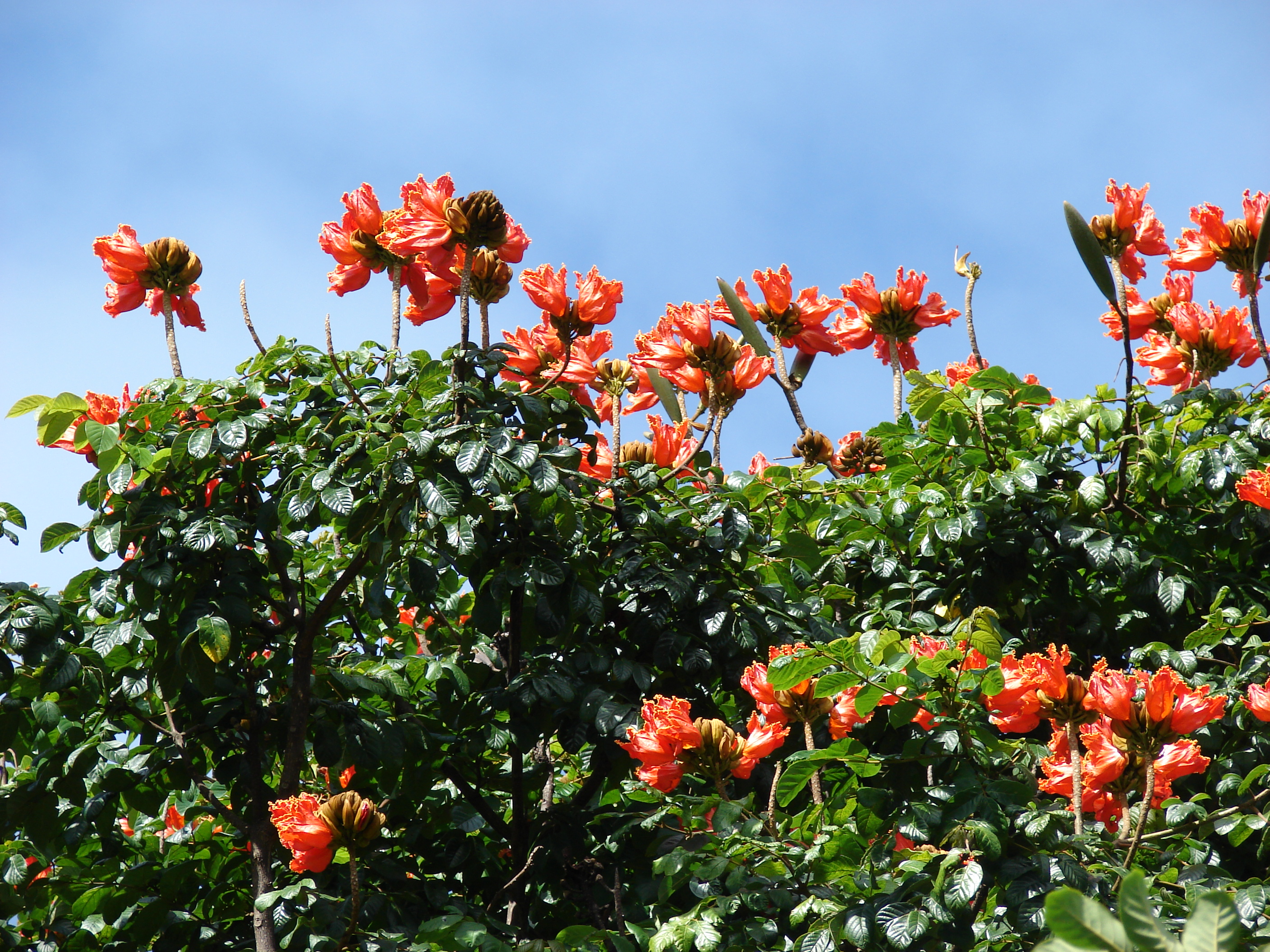
Hoa sò đo cam với quả
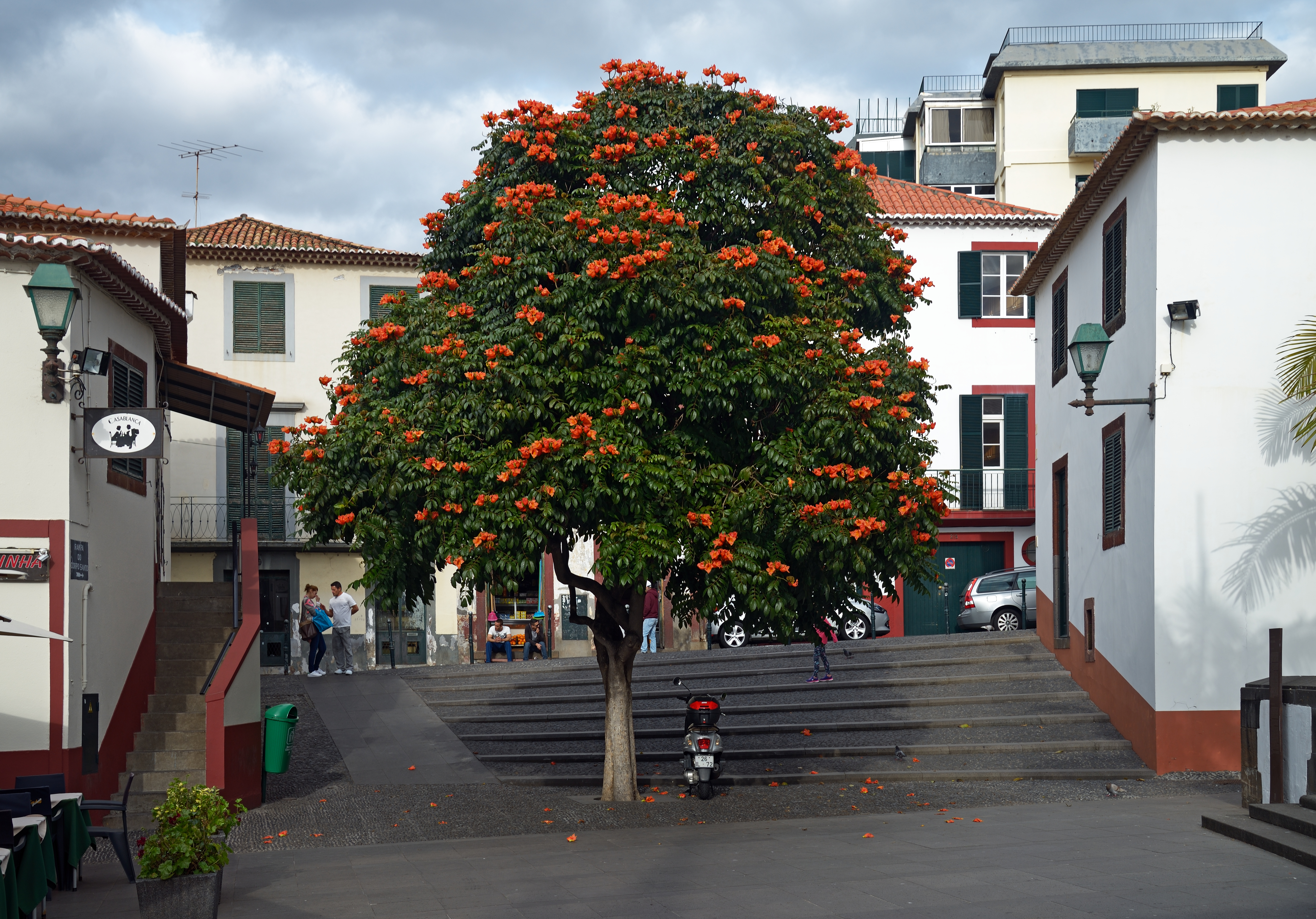
Cây sò đo cam giữa khu phố

## Liên kết ngoài

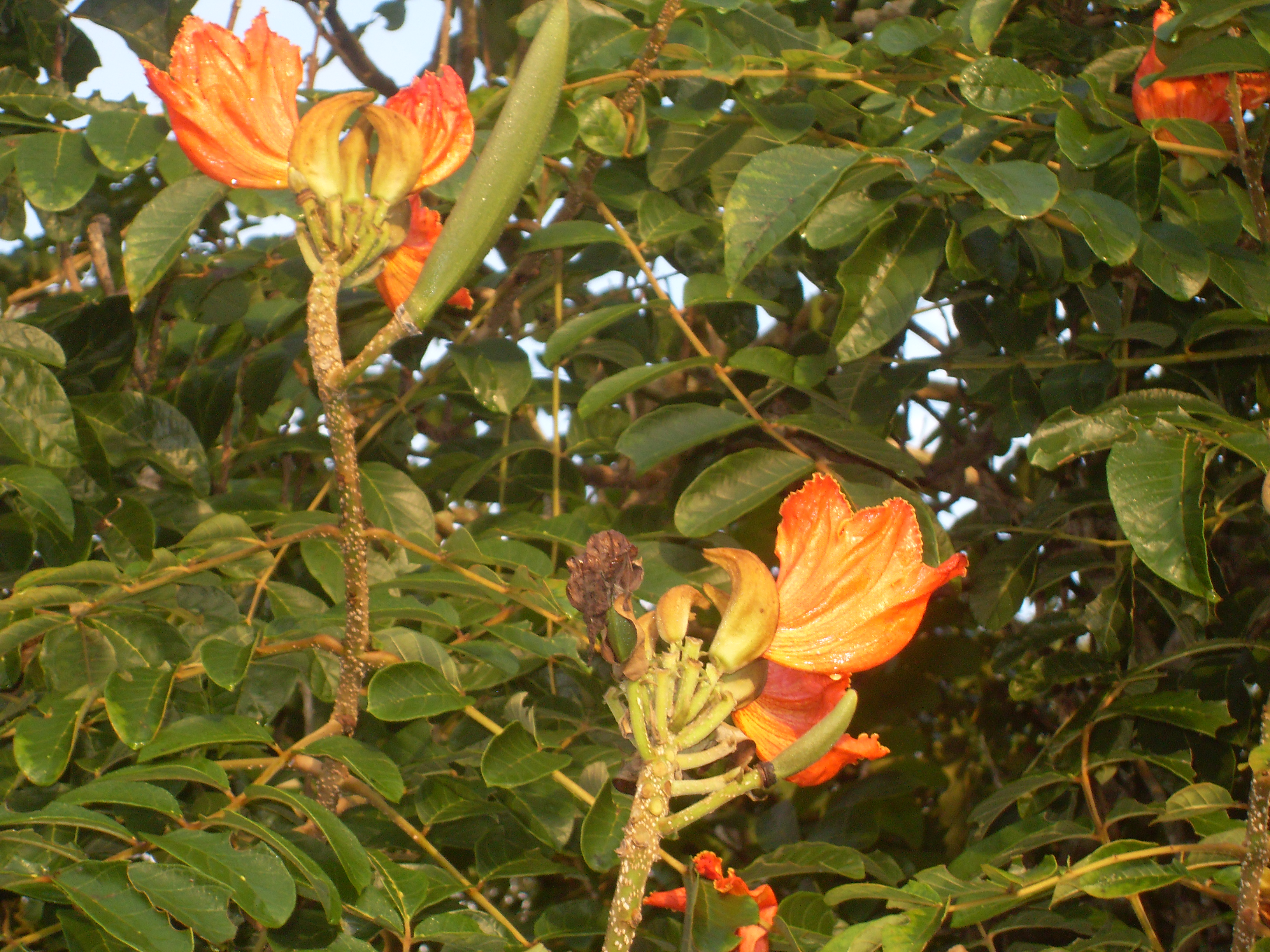
Hoa, lá và quả sò đo cam